# Église Saint-Cyr-et-Sainte-Julitte d'Aubas
Pour les articles homonymes, voir Église Saint-Cyr-et-Sainte-Julitte.
L'église Saint-Cyr-et-Sainte-Julitte est une église située à Aubas dans le département français de la Dordogne, en région Nouvelle-Aquitaine.
Elle fait l'objet d'une protection au titre des monuments historiques.

## Localisation
L'église Saint-Cyr-et-Sainte-Julitte est située en Périgord noir, dans le département français de la Dordogne, en rive droite de la Vézère, au centre du bourg d'Aubas.

## Historique
La construction de l'édifice actuel a commencé au XIIe siècle.
Au XIXe siècle, la façade occidentale est refaite tout en conservant le portail gothique et, au-dessus du chœur, un ancien clocher-mur est remplacé par un clocheton.
L'église est inscrite au titre des monuments historiques depuis le 18 septembre 1970.
Elle est sous le patronage de saint Cyr (enfant âgé de trois ou quatre ans) et de sainte Julitte (sa mère), martyrs chrétiens vers l'an 304.

## Architecture
Comme pour nombre d'églises catholiques, l'édifice est orienté est-ouest.
L'accès à l'église s'effectue par la façade occidentale. Le portail gothique à trois voussures est surmonté d'un clocher-mur à trois baies campanaires dont une seule a conservé une cloche.
La nef est flanquée d'une chapelle latérale au sud, située juste avant le chœur. Celui-ci est de forme rectangulaire et n'a conservé de l'époque romane que le mur goutterot nord et son plafond est peint.

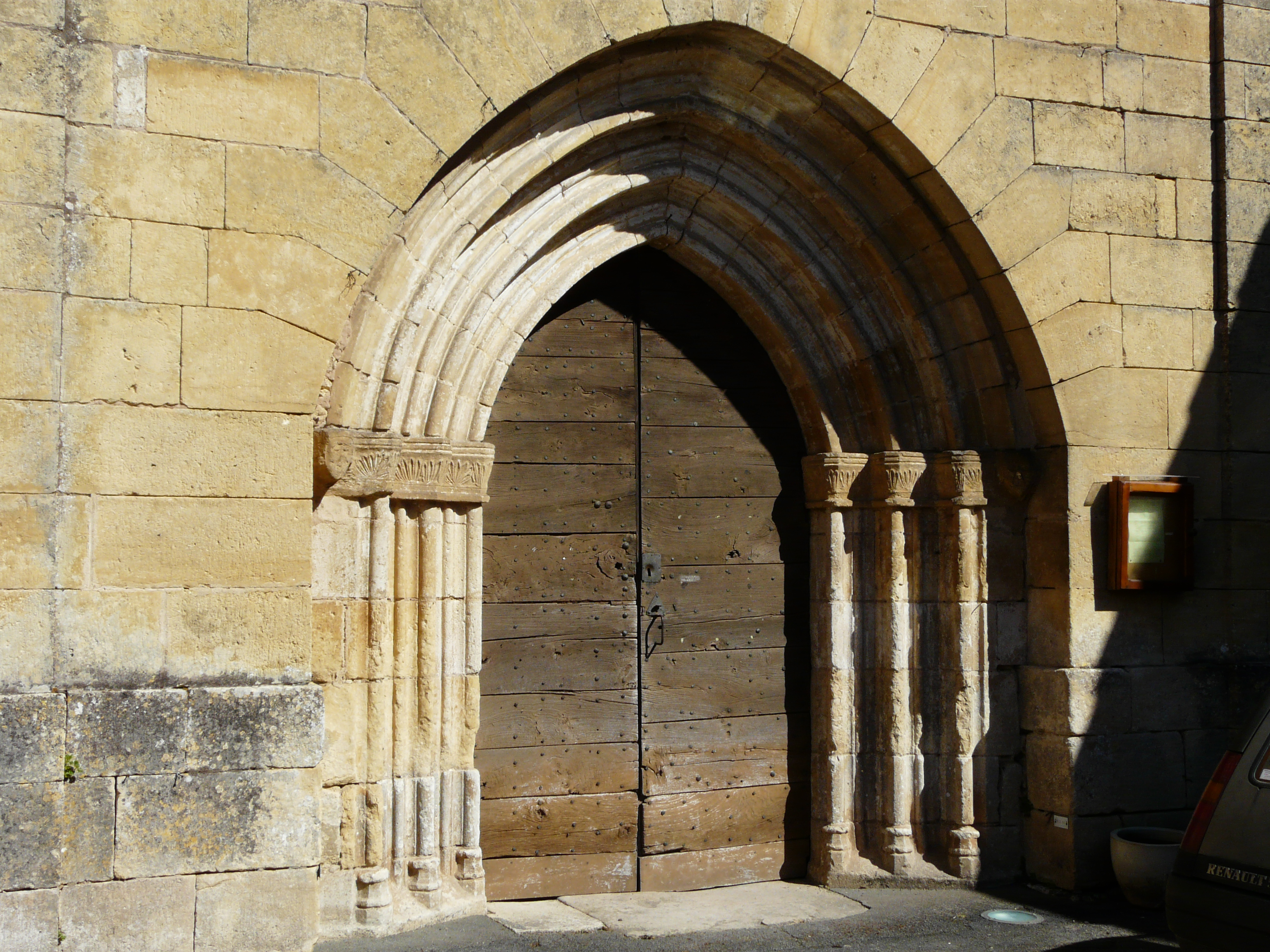
Le portail.
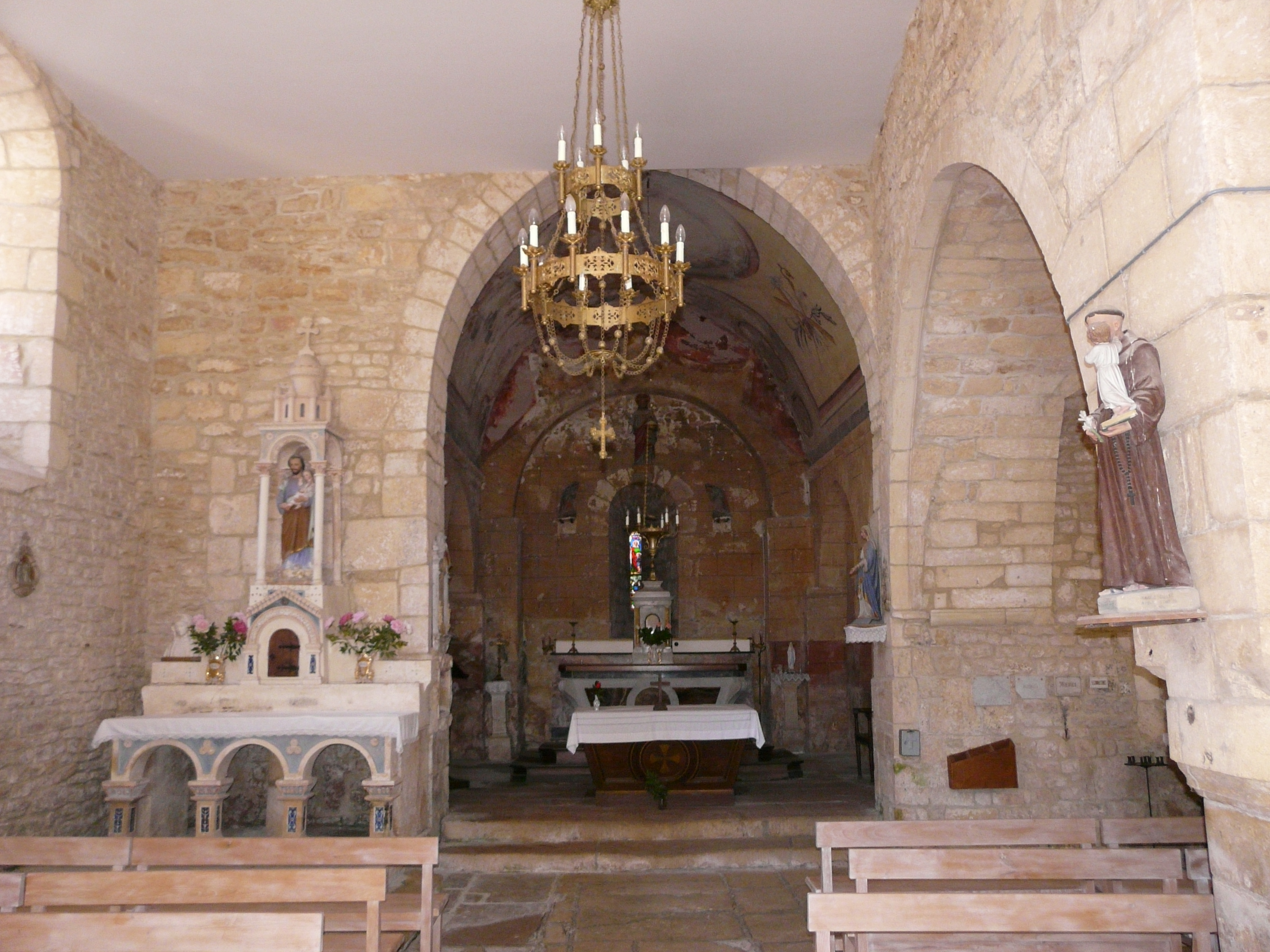
La nef.
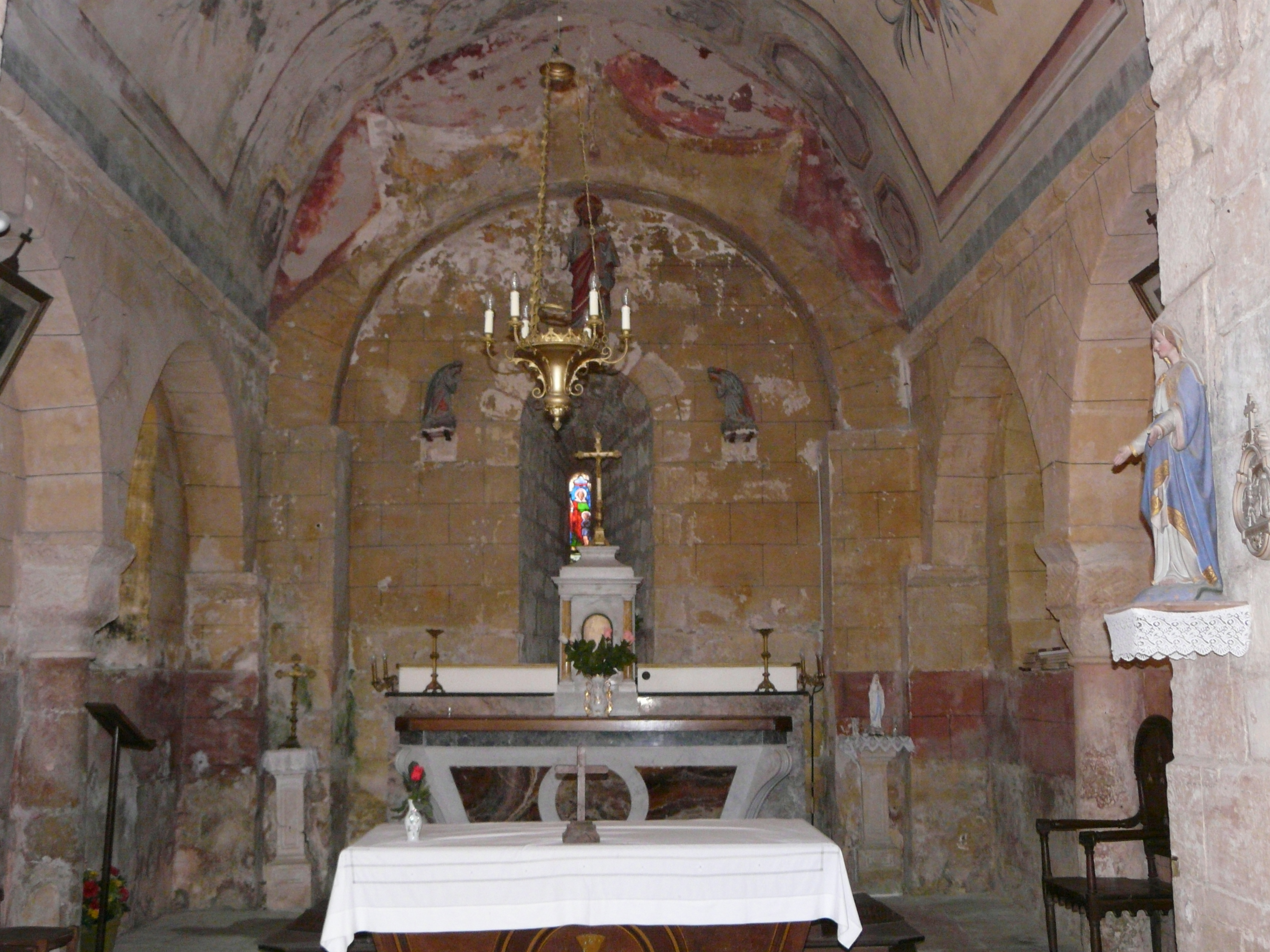
Le chœur.
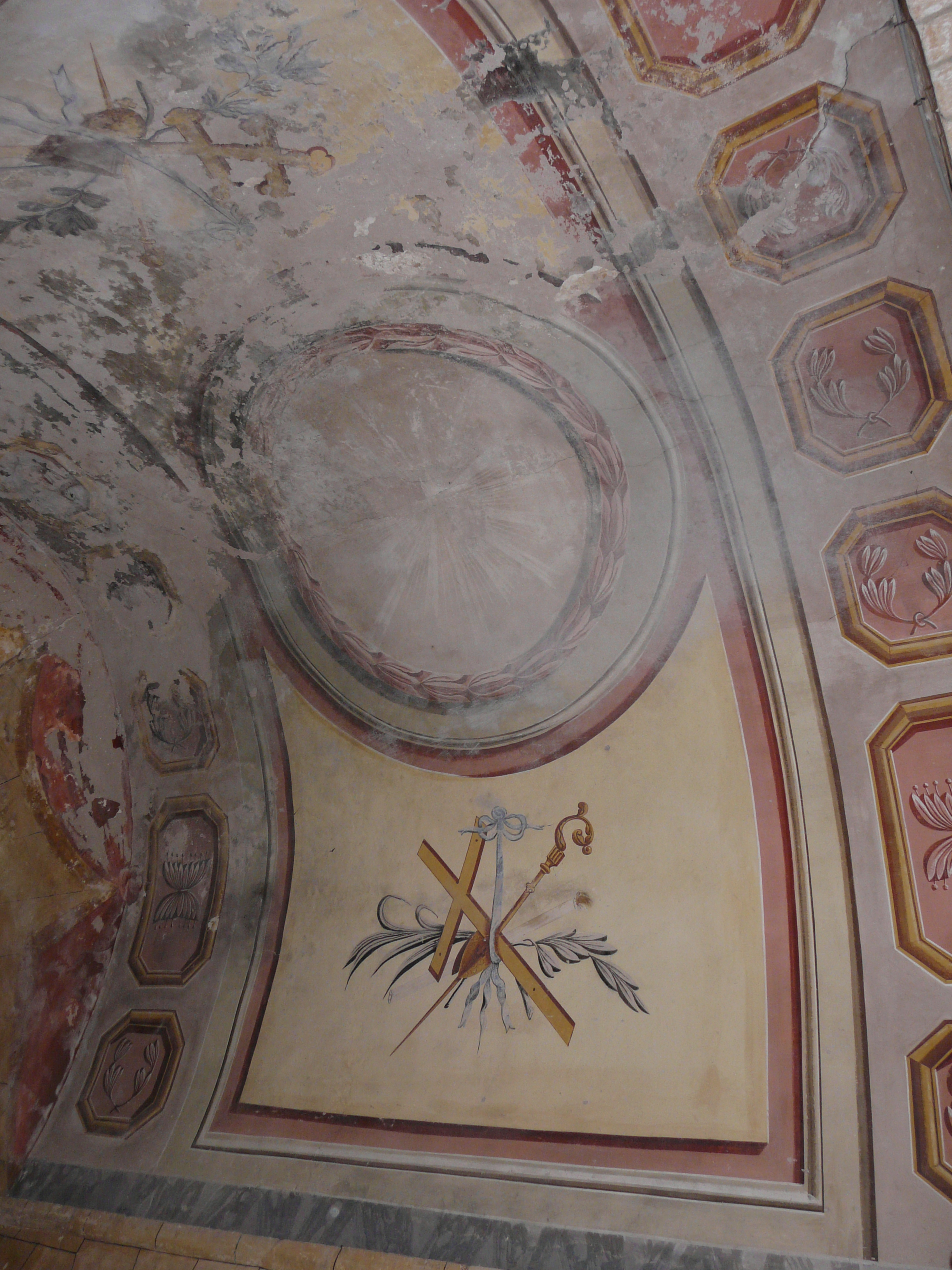
Peintures du plafond du chœur.
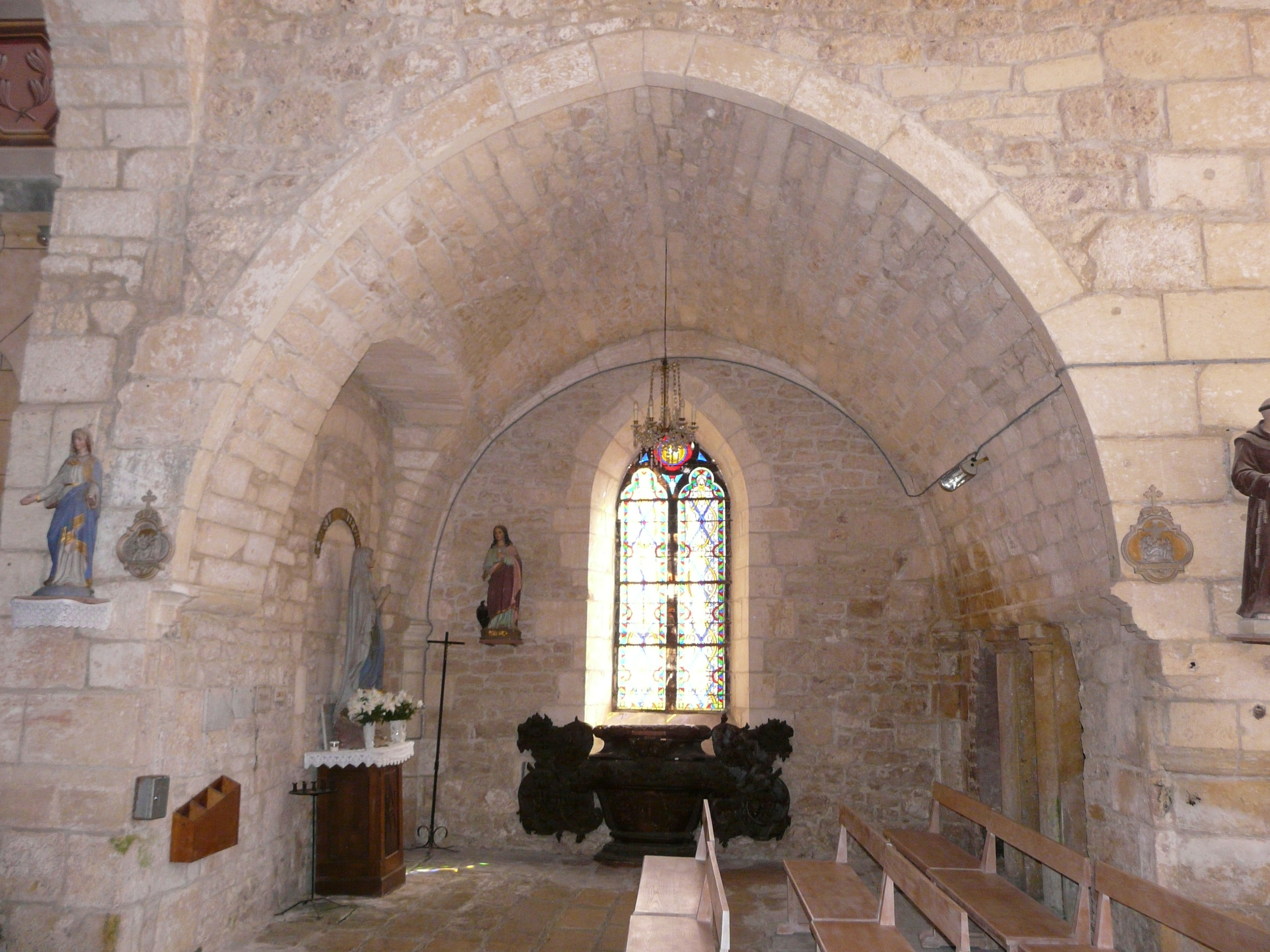
La chapelle sud.

## Mobilier
Parmi les objets liturgiques que recèle l'église figurent deux retables classés au titre des monuments historiques.
L'un, classé le 18 mai 1961, est en pierre et date du XVIe siècle ; sculpté en bas-relief, il est divisé en quatre scènes représentant l'Annonciation, l'Adoration des bergers, la Cène et l'arrestation du Christ ; têtes et mains de la quasi-totalité des personnages ont été martelées ou coupées.
L'autre en bois, classé le 12 juillet 1960, est du XVIIe siècle ; quatre tableaux entourent une statue de saint Joseph tenant l'Enfant Jésus et représentent la Nativité, la Fuite en Égypte et la Sainte Famille (deux panneaux). Initialement, un panneau plus petit, dans la partie basse du retable, évoquait l'agonie de Joseph ; sa disparition a été signalée en 1967.
Dans les années 1960, ces deux éléments formaient un autel-tabernacle, composé de bas en haut par le retable de pierre, un linteau du XIXe siècle, et le retable en bois. En 2015, ces deux retables sont exposés séparément dans la nef.

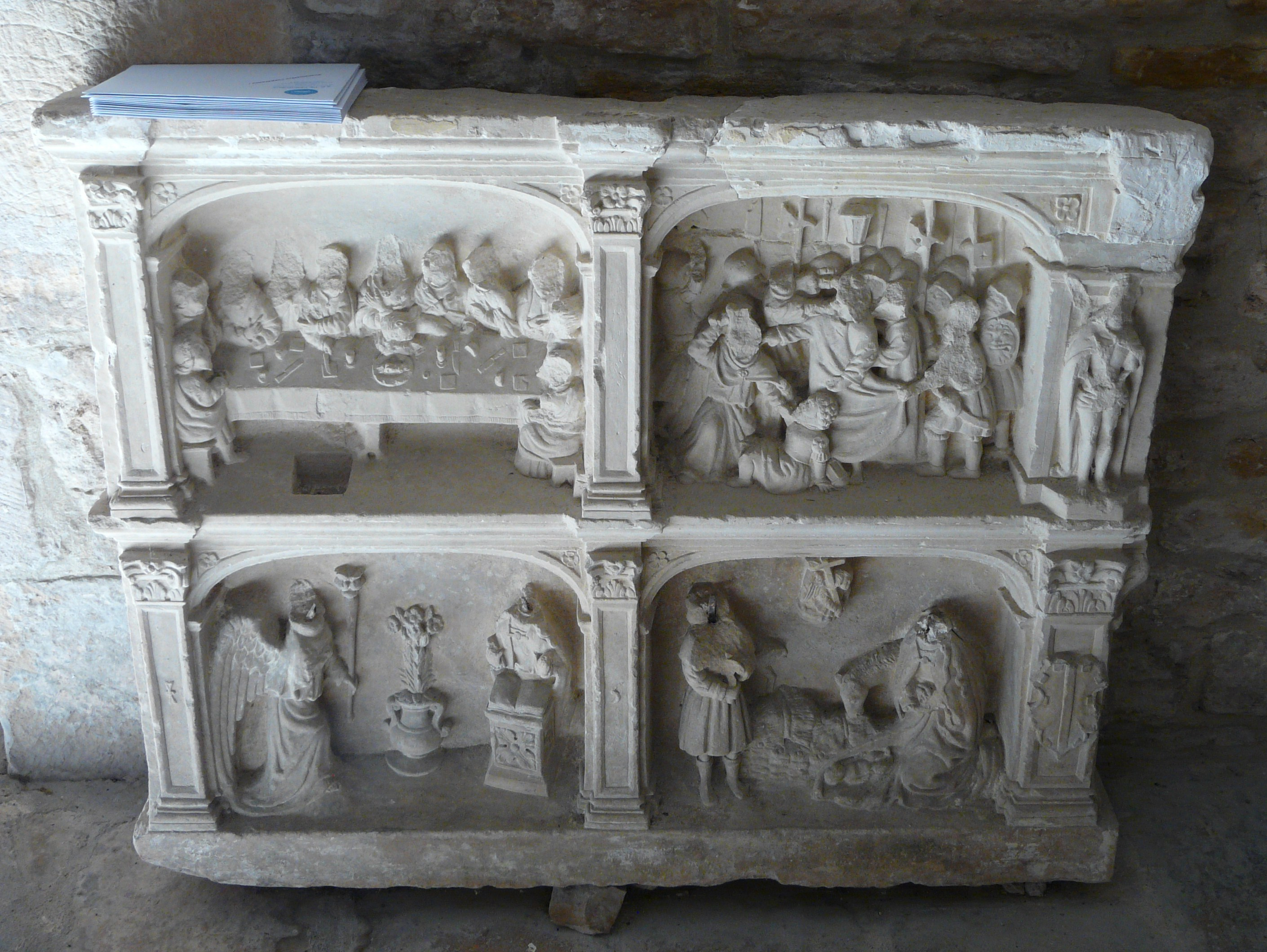
Le retable en pierre.
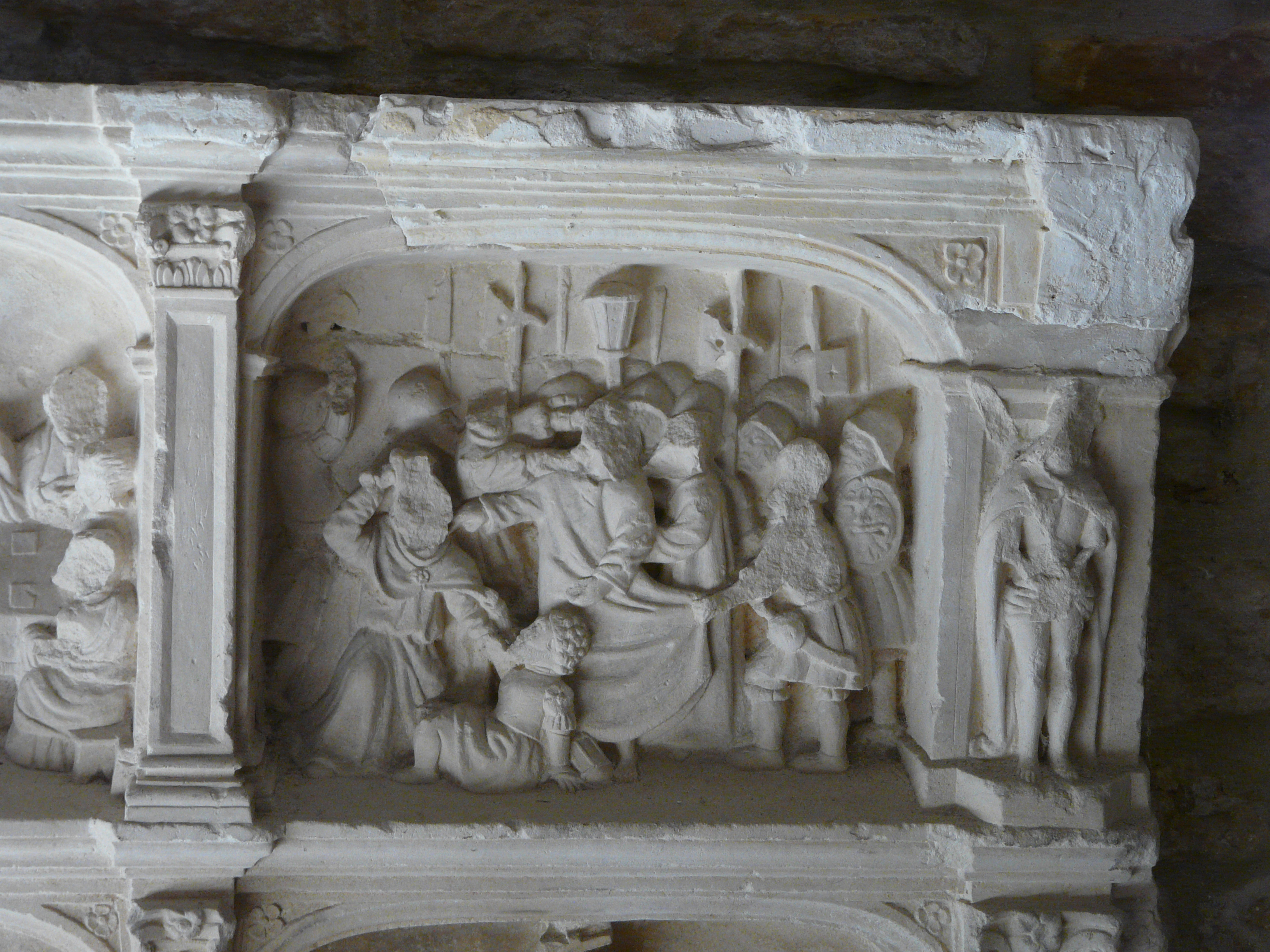
L'arrestation de Jésus.
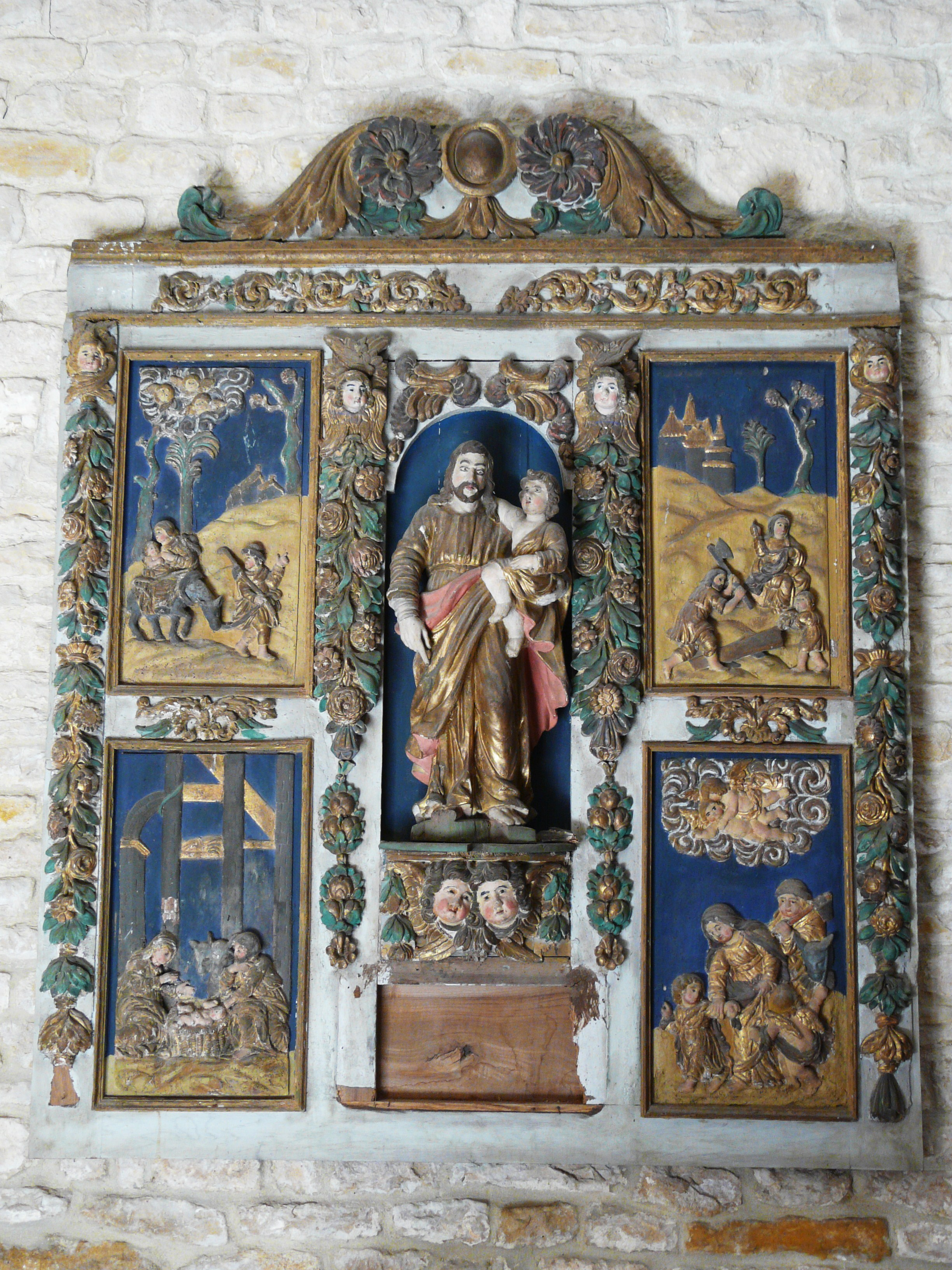
Le retable en bois.
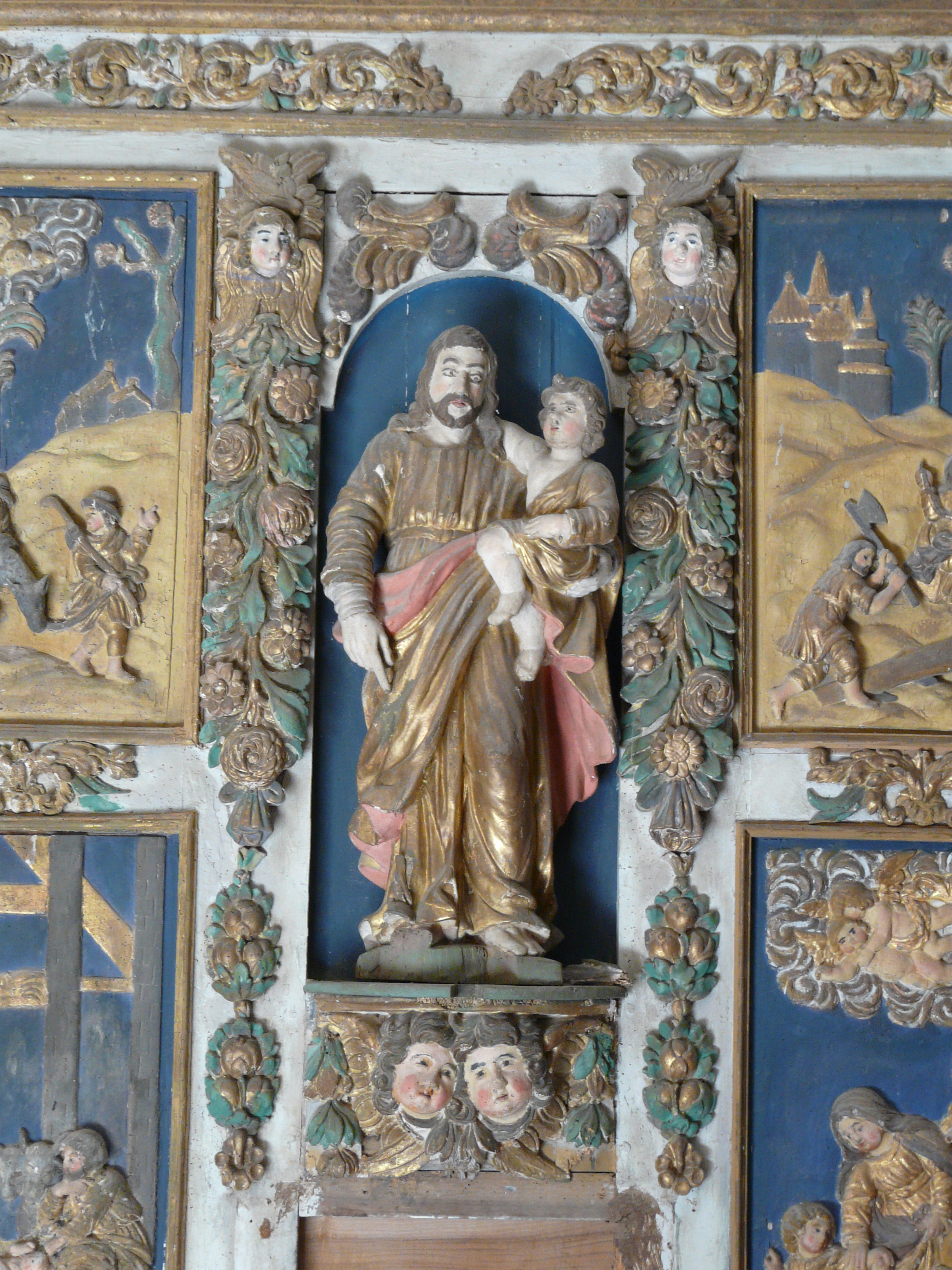
Saint Joseph et l'Enfant Jésus.
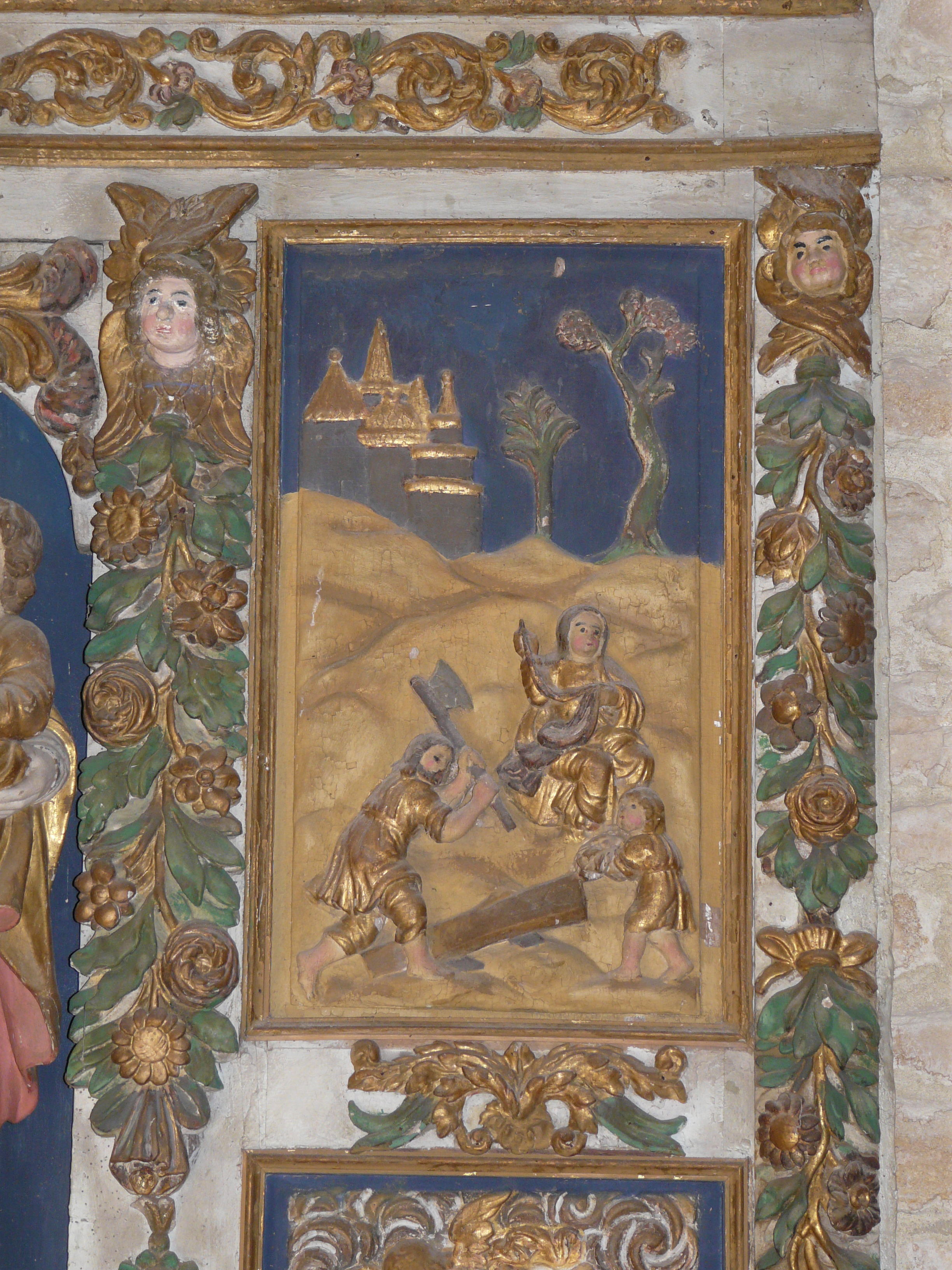
La Sainte Famille.